# 제노글로시
제노글로시(영어: Xenoglossy)란 어떤 언어를 배우지도 않았는데 어떤 이유로 인해서 그 언어를 습득하게 된 현상을 말한다. 대부분의 현상은 일시적으로 나타나고, 그 때 사용했던 언어에 대한 기억은 일정 시간이 흐르면 사라진다고 알려져 있다. 심리학자들에겐 인정받지만 언어학자들에겐 인정받지 못한다. 실제 사례로는 2007년 9월에 스코틀랜드에서 영어를 거의 모르는 체코 출신의 모터사이클 선수 Matěj Kůs가 머리를 다친 후 의료진들에게 영어로 유창하게 설명했던 사례가 있다. 이러한 현상의 원인은 아직까지 밝혀지지 않았다.

## 같이 보기
- 외국어 말투 증후군
- 방언 (종교)
- 텔레파시